# Judô nos Jogos Olímpicos de Verão de 2000 - Até 90 kg masculino
A competição até 90 kg masculino do judô nos Jogos Olímpicos de Verão de 2000 foi disputada em 20 de setembro no Sydney Convention and Exhibition Centre. Um total de 32 homens competiram neste evento, limitado a judocas cujo peso corporal fosse menor ou igual a 90 kg.

## Medalhistas
| Ouro   | NED Mark Huizinga                               |
| Prata  | BRA Carlos Honorato                             |
| Bronze | FRA Frédéric Demontfaucon UKR Ruslan Mashurenko |

## Resultados
Os resultados das competições foram estes:

### Chaves principais

#### Grupo A
|  | Dezesseis-avos de final | Dezesseis-avos de final | Dezesseis-avos de final |  |  | Oitavas de final        | Oitavas de final        | Oitavas de final        |      |                     | Quartas de final    | Quartas de final  | Quartas de final |  |  | Semifinal | Semifinal | Semifinal |
|  |                         |                         |                         |  |  |                         |                         |                         |      |                     |                     |                   |                  |  |  |           |           |           |
|  | RUS Dmitri Morozov      | RUS Dmitri Morozov      | 1001                    |  |  |                         |                         |                         |      |                     |                     |                   |                  |  |  |           |           |           |
|  | GEO Georgi Gugava       | GEO Georgi Gugava       | 0001                    |  |  | RUS Dmitri Morozov      | RUS Dmitri Morozov      | 0000                    |      |                     |                     |                   |                  |  |  |           |           |           |
|  | ROM Adrian Croitoru     | ROM Adrian Croitoru     | 0001                    |  |  | ROM Adrian Croitoru     | ROM Adrian Croitoru     | 1001                    |      |                     |                     |                   |                  |  |  |           |           |           |
|  | DOM Vicbart Geraldino   | DOM Vicbart Geraldino   | 0001                    |  |  |                         |                         |                         |      | ROM Adrian Croitoru | ROM Adrian Croitoru | 0000              |                  |  |  |           |           |           |
|  | GER Marko Spittka       | GER Marko Spittka       | 0001                    |  |  |                         | NED Mark Huizinga       | NED Mark Huizinga       | 0001 |                     |                     |                   |                  |  |  |           |           |           |
|  | USA Brian Olson         | USA Brian Olson         | 0010                    |  |  | USA Brian Olson         | USA Brian Olson         | 0100                    |      |                     |                     |                   |                  |  |  |           |           |           |
|  | CUB Yosvany Despaigne   | CUB Yosvany Despaigne   | 0100                    |  |  | NED Mark Huizinga       | NED Mark Huizinga       | 1001                    |      |                     |                     |                   |                  |  |  |           |           |           |
|  | NED Mark Huizinga       | NED Mark Huizinga       | 1011                    |  |  |                         |                         |                         |      |                     | NED Mark Huizinga   | NED Mark Huizinga | 1000             |  |  |           |           |           |
|  | CHI Gabriel Lama        | CHI Gabriel Lama        | 0011                    |  |  |                         | CAN Keith Morgan        | CAN Keith Morgan        | 0000 |                     |                     |                   |                  |  |  |           |           |           |
|  | AZE Rasul Salimov       | AZE Rasul Salimov       | 0011                    |  |  | AZE Rasul Salimov       | AZE Rasul Salimov       | 0000                    |      |                     |                     |                   |                  |  |  |           |           |           |
|  | AUS Robert Ivers        | AUS Robert Ivers        | 0000                    |  |  | CAN Keith Morgan        | CAN Keith Morgan        | 1000                    |      |                     |                     |                   |                  |  |  |           |           |           |
|  | CAN Keith Morgan        | CAN Keith Morgan        | 0010                    |  |  |                         |                         |                         |      | CAN Keith Morgan    | CAN Keith Morgan    | 1000              |                  |  |  |           |           |           |
|  | MDA Victor Florescu     | MDA Victor Florescu     | 0000                    |  |  |                         | MRI Jean Claude Raphael | MRI Jean Claude Raphael | 0000 |                     |                     |                   |                  |  |  |           |           |           |
|  | MRI Jean Claude Raphael | MRI Jean Claude Raphael | 1000                    |  |  | MRI Jean Claude Raphael | MRI Jean Claude Raphael | 1100                    |      |                     |                     |                   |                  |  |  |           |           |           |
|  | MGL Batjargalyn Odkhüü  | MGL Batjargalyn Odkhüü  | 0001                    |  |  | CHN Xu Zhiming          | CHN Xu Zhiming          | 0000                    |      |                     |                     |                   |                  |  |  |           |           |           |
|  | CHN Xu Zhiming          | CHN Xu Zhiming          | 1000                    |  |  |                         |                         |                         |      |                     |                     |                   |                  |  |  |           |           |           |

#### Grupo B
|  | Dezesseis-avos de final   | Dezesseis-avos de final   | Dezesseis-avos de final |  |  | Oitavas de final          | Oitavas de final          | Oitavas de final          |      |                      | Quartas de final          | Quartas de final          | Quartas de final |  |  | Semifinal | Semifinal | Semifinal |
|  |                           |                           |                         |  |  |                           |                           |                           |      |                      |                           |                           |                  |  |  |           |           |           |
|  | ITA Michele Monti         | ITA Michele Monti         | 0100                    |  |  |                           |                           |                           |      |                      |                           |                           |                  |  |  |           |           |           |
|  | ARG Eduardo Costa         | ARG Eduardo Costa         | 1010                    |  |  | ARG Eduardo Costa         | ARG Eduardo Costa         | 1021                      |      |                      |                           |                           |                  |  |  |           |           |           |
|  | KOR Yoo Sung-yeon         | KOR Yoo Sung-yeon         | 1001                    |  |  | KOR Yoo Sung-yeon         | KOR Yoo Sung-yeon         | 0100                      |      |                      |                           |                           |                  |  |  |           |           |           |
|  | UZB Kamol Muradov         | UZB Kamol Muradov         | 0001                    |  |  |                           |                           |                           |      | ARG Eduardo Costa    | ARG Eduardo Costa         | 0000                      |                  |  |  |           |           |           |
|  | FRA Frédéric Demontfaucon | FRA Frédéric Demontfaucon | 0110                    |  |  |                           | FRA Frédéric Demontfaucon | FRA Frédéric Demontfaucon | 1000 |                      |                           |                           |                  |  |  |           |           |           |
|  | UKR Ruslan Mashurenko     | UKR Ruslan Mashurenko     | 0010                    |  |  | FRA Frédéric Demontfaucon | FRA Frédéric Demontfaucon | 0020                      |      |                      |                           |                           |                  |  |  |           |           |           |
|  | VEN Luis René López       | VEN Luis René López       | 0011                    |  |  | PUR Carlos Santiago       | PUR Carlos Santiago       | 0001                      |      |                      |                           |                           |                  |  |  |           |           |           |
|  | PUR Carlos Santiago       | PUR Carlos Santiago       | 1001                    |  |  |                           |                           |                           |      |                      | FRA Frédéric Demontfaucon | FRA Frédéric Demontfaucon | 0001             |  |  |           |           |           |
|  | JPN Hidehiko Yoshida      | JPN Hidehiko Yoshida      | 0012                    |  |  |                           | BRA Carlos Honorato       | BRA Carlos Honorato       | 0131 |                      |                           |                           |                  |  |  |           |           |           |
|  | KAZ Sergey Shakimov       | KAZ Sergey Shakimov       | 0002                    |  |  | JPN Hidehiko Yoshida      | JPN Hidehiko Yoshida      | 1010                      |      |                      |                           |                           |                  |  |  |           |           |           |
|  | TUN Iskander Hachicha     | TUN Iskander Hachicha     | 0010                    |  |  | TUN Iskander Hachicha     | TUN Iskander Hachicha     | 0010                      |      |                      |                           |                           |                  |  |  |           |           |           |
|  | ALG Khaled Meddah         | ALG Khaled Meddah         | 0001                    |  |  |                           |                           |                           |      | JPN Hidehiko Yoshida | JPN Hidehiko Yoshida      | 0000                      |                  |  |  |           |           |           |
|  | TPE Lee Chih-feng         | TPE Lee Chih-feng         | 0000                    |  |  |                           | BRA Carlos Honorato       | BRA Carlos Honorato       | 1000 |                      |                           |                           |                  |  |  |           |           |           |
|  | ESP Fernando González     | ESP Fernando González     | 0201                    |  |  | ESP Fernando González     | ESP Fernando González     | 0010                      |      |                      |                           |                           |                  |  |  |           |           |           |
|  | BRA Carlos Honorato       | BRA Carlos Honorato       | 1020                    |  |  | BRA Carlos Honorato       | BRA Carlos Honorato       | 0100                      |      |                      |                           |                           |                  |  |  |           |           |           |
|  | INA Krisna Bayu           | INA Krisna Bayu           | 0001                    |  |  |                           |                           |                           |      |                      |                           |                           |                  |  |  |           |           |           |

### Final
|  | Final               |                     |      |
|  |                     |                     |      |
|  | NED Mark Huizinga   | NED Mark Huizinga   | 1010 |
|  | BRA Carlos Honorato | BRA Carlos Honorato | 0000 |